# 왕제산로
왕제산로(Wangjesan-ro)는 전북특별자치도 고창군 공음면 에서 고창군 무장면을 잇는 도로이다

## 주요 경유지
전북특별자치도
- 고창군 (공음면 - 무장면)

## 노선
| 이름              | 접속 노선                    | 소재지 | 소재지 | 비고 |
| ----------------- | ---------------------------- | ------ | ------ | ---- |
| (이름없음)        | 국도 제22호선 (용덕로)       | 고창군 | 공음면 |      |
| 공음신사거리      | 공음대신로 참나무정1길       | 고창군 | 공음면 |      |
| 달터재            |                              | 고창군 | 공음면 |      |
| 괴실재            |                              | 고창군 | 무장면 |      |
| (이름없음)        | 학천로 무장남북로 무장읍성길 | 고창군 | 무장면 |      |
| 무장초등길과 직결 |                              |        |        |      |

## 주요 시설및 건물
- 영선중학교 (왕제산로 713/무장리 431-1)
- 영선고등학교 (왕제산로 713/무장리 431-1)